# 苏韦达省
蘇韋達省（阿拉伯語：محافظة السويداء）是敘利亞最南部的一個省，南鄰約旦。面積5550平方公里。2010年，人口375000。首府蘇韋達。下分3區。
蘇韋達省是敘利亞的德魯茲人聚居區。法國委任統治时期，于1921年—1936年在此設立德鲁兹国。
苏韦达军事委员会于2025年2月在苏韦达省南部的卡夫尔农业机场正式宣布成立。该倡议由苏韦达地区的一群叛乱军官、革命者和退役军人领导。该委员会提出了一项所谓的“国家项目”，旨在协调该地区的军事行动。2025年7月，苏伟达军事委员会宣布建立阿拉伯山区自治政府，宣布德鲁兹人在苏韦达省实行自治。